# 功績
| ウィキペディアには「功績」という見出しの百科事典記事はありません（タイトルに「功績」を含むページの一覧/「功績」で始まるページの一覧）。 代わりにウィクショナリーのページ「功績」が役に立つかもしれません。 |